# SOMM Recordings
SOMM Recordings ist ein englisches Musiklabel für klassische Musik.
SOMM (Siva Oke Music Management) mit Sitz in London und Surrey, Vereinigtes Königreich, wurde 1995 gegründet. Die erste Veröffentlichung war die viel beachtete Gesangssammlung „Songs I Love“ mit der Sopranistin Jenny Drivala und der Pianistin Nina Walker (SOMM CD 200). Seitdem ist der Katalog auf über 400 Titel angewachsen.
Zur Philosophie von SOMM gehört nicht nur der Glaube an die Künstler, sondern auch die Ehrfurcht vor den Künstlern der Vergangenheit.

## Anfänge
Die Gründerin Siva Oke ist selbst ausgebildete Pianistin, eine Schülerin von Cyril Smith. Sie wurde in eine musikalische Familie hineingeboren – ihr Vater war Amateur-Bratschist, ihre Mutter eine geübte Pianistin – und ihr Zuhause war geprägt von den Klängen kammermusikalischer Soiréen im Familien- und Freundeskreis. Sivas wachsende Fähigkeiten brachten ihr einen Platz an der Santa Cecilia Academy in Rom ein, bevor sie an der Royal Academy of Music in London aufgenommen wurde.

## EMI – Große Künstler in Vergangenheit und Gegenwart
Nicht lange nach ihrem Abschluss mit dem LRAM Performer's Diploma wurde sie von der Abteilung für internationale Künstler bei EMI als Assistentin des berühmten Produzenten Suvi Raj Grubb eingestellt. Dies war eine außergewöhnliche Zeit, in der Künstler wie Otto Klemperer und Sir John Barbirolli ihre Wege – und Studios – mit der nächsten Generation von Musikgrößen kreuzten, darunter Daniel Barenboim und Jacqueline du Pré. Siva teilte ihre Zeit zwischen den Büros am Manchester Square und den Studios in der Abbey Road auf. Siva erinnerte sich:
“One minute I was the ‘sound effects’ department imitating the Steuermann’s whistle in The Flying Dutchman with Klemperer and the New Philharmonia (christened affectionately by the orchestra as ‘The Creeping Dutchman’ because of Klemperer’s slow tempi). The next, I would be stage-managing operatic singers moving them about on a numbered carpet at salient points in the score or serving as interpreter to visiting Italian singers who spoke little English. Pavarotti spoke perfect English but he had a quaint way of mixing Italian and English together. „Ah, bella signorina Greca, I wonder what it must be like to make love to a Greek girl“, he asked mischievously when we first met. ‘I don’t know Maestro, neither have I’, was my tart reply. He took it in good part, I’m glad to say!” (deutsch: „In der einen Minute war ich in der Abteilung 'Soundeffekte' und imitierte die Pfeife des Steuermanns in Der fliegende Holländer mit Klemperer und der Neuen Philharmonie (vom Orchester wegen Klemperers langsamer Tempi liebevoll 'Der schleichende Holländer' genannt). Als nächstes inszenierte ich Opernsänger, indem ich sie an markanten Stellen der Partitur auf einem nummerierten Teppich hin und her bewegte oder als Dolmetscher für italienische Gastsänger fungierte, die kaum Englisch sprachen. Pavarotti sprach perfektes Englisch, aber er hatte eine seltsame Art, Italienisch und Englisch miteinander zu vermischen. „Ah, bella signorina Greca, ich frage mich, wie es sein muss, mit einer Griechin zu schlafen, fragte er schelmisch, als wir uns zum ersten Mal trafen.“ ‘Ich weiß es nicht, Maestro, ich auch nicht’, war meine säuerliche Antwort. Ich bin froh, dass er es gut aufgenommen hat!“).

## Von Unicorn-Kanchana zu SOMM Recordings
1977 heiratete sie Keith Oke, und das Paar ließ sich in Thames Ditton nieder. Vier Jahre später wurde sie, neben der Kindererziehung und dem Klavierunterricht, als Geschäftsführerin von Unicorn-Kanchana eingestellt, wo sie bis 1993 blieb. Man kann in diesem schmerzlich vermissten Unabhängigen etwas von demselben künstlerischen Ethos erkennen, der später ihr eigenes Label, SOMM Recordings, prägen sollte. Während ihrer Amtszeit hatte Unicorn-Kanchana nicht nur die Vision, die großartigen Interpretationen von Bachs Sonaten und Partiten für Violine solo durch Ruggiero Ricci zu bewahren, sondern auch den jungen Oliver Knussen bei der Aufnahme seiner eigenen Fantasy-Oper Where the Wild Things Are zu unterstützen. Auch die britische Musik kam nicht zu kurz, denn Dirigenten wie Norman Del Mar und Vernon Handley brachten unter anderem Werke von Holst, Frederick Delius und Vaughan Williams zu Gehör. Ein besonders wichtiges Projekt war Jennifer Bates richtungsweisende Einspielung des gesamten Orgelwerks von Olivier Messiaen, eine Aufnahmepremiere durch eine Künstlerin, die später auch für SOMM CDs einspielte.
All diese Erfahrungen kamen Siva Oke zugute, als sie 1995 SOMM ins Leben rief. Keith kümmerte sich um die Verwaltung, während Siva den Katalog von SOMM aufbaute, eng mit den Künstlern als Recording-Producer zusammenarbeitete, oft zusammen mit Tontechnikern wie Paul Arden-Taylor, Ben Connellan, Adaq Khan und Oscar Torres, um nur einige zu nennen. Leider verstarb Sivas Ehemann Keith im Jahr 2017, aber das Label baute seine Bedeutung kontinuierlich als heute international führendes und exquisites Independent-Label weiterhin aus.

## New Horizons
Anfang 2002 führte SOMM die Reihe „New Horizons“ ein, wobei Siva in einem Interview mit dem englischen Magazin Gramophone im Mai 2002 erklärte, dass es das Ziel von SOMM sei, „jungen Musikern in einer überfüllten Branche zu helfen, sich durch richtiges Marketing, Promotion und Vertrieb zu profilieren.“ Das Projekt hat sich für diese Künstler wirklich ausgezahlt, und zu den jungen Talenten, die Siva Oke förderte, gehören die Pianisten Mark Bebbington, George-Emmanuel Lazaridis, Alessandro Taverna und Cordelia Williams, der Geiger Yuri Zhislin, der Cellist Jamie Walton, die Clerks of Christ Church und der Hildegard Choir.
Hilfreich dabei ist, dass die Titel bewusst als mittelpreisige Reihe vermarktet werden, um die Käufer zu ermutigen, sich an einen unbekannten Namen heranzuwagen. Mit einem ausgeprägten Gespür für den Reiz des Unentdeckten vermeidet das Repertoire die Selbstgefälligkeit des Mittelmaßes. So war das Debütalbum von Alessandro Taverna ein reines Medtner-Programm, während Simon Callaghan Weltersteinspielungen von Klaviermusik des Komponisten Roger Sacheverell Coke vorstellte, der einst von Eugene Goossens und Sir Henry J. Wood gefördert wurde.

## Führende Künstler auf SOMM
SOMM ist jedoch weit mehr als nur ein Sprungbrett für vielversprechende junge Musiker. Viele bereits etablierte Künstler – sowohl im Konzertsaal als auch auf Tonträgern – haben sich von den hochmodernen Produktionsstandards und der künstlerischen Integrität, für die SOMM steht, angezogen gefühlt. Dazu gehören die Pianisten Valerie Tryon, John McCabe, Leon McCawley und Peter Donohoe, die verstorbene Organistin Jennifer Bate, die Geigerin Krysia Osostowicz, die Cellistin Karine Georgian, die Brodsky- und Endellion-Quartette, der Tenor James Gilchrist, der Bariton Roderick Williams und die London Handel Players.

## England, Schottland und Wales
Die Musik der britischen Inseln ist nach wie vor eine der drei Säulen des anhaltenden Erfolgs von SOMM. Anstelle von Neueinspielungen von Elgars Symphonien 1 und 2 werden Weltersteinspielungen der Kammermusik des Komponisten veröffentlicht. Weitere Streifzüge sind die Lieder und Streichquartette von Charles Villiers Stanford, Iain Sutherlands „Hail Caledonia: Schottland in der Musik“, ein musikalischer Gruß des Dirigenten an sein Heimatland, in dem er bekannte (das Scherzo aus Felix Mendelssohn Bartholdys ‚schottischer‘ Symphonie) und weniger bekannte Werke (das ‚Davil's Finale / Reel o' Tulloch‘ aus Ian Whytes Donald of the Burthens) einander gegenüberstellt.

## Beecham und Vaughan Williams „live“ im Konzert
Historische Aufnahmen sind seit langem eine große Leidenschaft von SOMM, und auch hier hat das Label Neuland betreten. Eine der ersten Serien, die 2001 ins Leben gerufen wurde, war „The Beecham Collection“, die sich auf Primärquellen stützt und in enger Zusammenarbeit mit Shirley, Lady Beecham, entstanden ist. Der Erlös kam nicht nur dem Beecham-Stipendienfonds für junge Musiker zugute, sondern die Sammler wurden auch mit einer Fülle von „Live“-Aufführungen unter der Leitung von Beecham verwöhnt, darunter so unerwartete Perlen wie Bachs Brandenburgisches Konzert Nr. 3, Busonis Klavierkonzert (mit Noel Mewton-Wood), Ravels Rapsodie Espagnole und William Alwyns Sinfonie Nr. 3, neben anderen.
Beecham war jedoch nur der Ausgangspunkt. Im Jahr 2008 wurde die SOMM-Ausgabe bisher unveröffentlichter Konzertaufführungen von Vaughan Williams, in denen er seine eigene Fünfte Symphonie (1952) und Dona Nobis Pacem (1936) dirigierte, zur BBC Radio 3 Critics' Disc of the Year, zur Gramophone’s Best of (Historic Archive) Category und schließlich zum Empfänger des Classic FM's Historic Archive Award gewählt.

## Elgars Aufnahmen neu aufgelegt / Souvenirs aus Amerika
Hervorzuheben war wohl SOMMs 4-CD-Set „Elgar Remastered“ (SOMM CD 261-4), das auf Pressungen aus Sir Edward Elgars persönlicher Bibliothek zurückgreift. Es enthält bisher ungehörte Aufnahmen – praktisch die kompletten Studiositzungen des Cellokonzerts mit Beatrice Harrison aus dem Jahr 1928 sowie viele ungenutzte Aufnahmen großer Orchesterwerke und berühmter Miniaturen.
Hierzu gehört auch die Serie „Elgar in America“ von SOMM, die seltene Rundfunkaufnahmen mit längst vergessenen Studioaufnahmen mischt, die seit der Einführung der CD mehr als 40 Jahre in den Tresoren schlummerten. Zu den preisgekrönten Aufführungen, die hier erhalten sind, gehören Sir John Barbirollis 1959 in der Carnegie Hall mit dem von den New Yorker Philharmonikern vorgetragener Traum des Gerontius, der Cellist Gregor Piatigorsky in einer „Live“-Lesung des Cellokonzerts von 1940 mit Barbirolli am Pult der New Yorker Philharmoniker sowie Toscanini und das NBC Symphony Orchestra in einer Aufführung von Introduktion und Allegro für Streicher von 1940.

## Schätze historischer Aufnahmen
SOMM hat außergewöhnliche Funde von historischen Aufnahmen Edward Elgars gemacht, die das Dirigiertalent von Serge Koussevitzky und George Szell zeigen. Ersterer ist in „Live“-Sendungen von 1950 zu hören – mit dem London Philharmonic Orchestra, nicht weniger – von Sibelius’ Symphonie Nr. 2 und Tschaikowskys Symphonie Nr. 5, zwei Komponisten, zu denen Koussevitzky eine besondere Affinität hatte.

## Internationale Awards und Auszeichnungen (Auswahl)
SOMM erhielt internationale Auszeichnungen und Awards für seine Veröffentlichungen.
- 2024: Diapason d'Or: Franz Schmidt – The Book With Seven Seals; Symphony No. 4 (ARIADNE 5026-2)
- 2024: Gramophone ‘Editor’s Choice’: Bruckner – From the Archives, Vol. 1 (ARIADNE 5025-2)
- 2023: BBC Music Magazine ‘Recording of the Month’: Mozart Sonatas Vol 1 – Peter Donohoe (SOMMCD 0191)
- 2017: Diapason d'Or: Haydn – Sonatas and Variations – Leon McCawley (SOMMCD 0162)